# LMFAO
LMFAO («Эл-Эм-Эф-Эй-Оу») — американский дуэт электронной танцевальной музыки, созданный в 2006 году в Лос-Анджелесе и состоящий из диджея Redfoo (рус. Рэдфу) (Стэфан Кэндал Горди; англ. Stefan Kendal Gordy; род. 3 сентября 1975) и его племянника Sky Blu (рус. Скай Блу) (Скайлер Хастен Горди; англ. Skyler Husten Gordy; род. 23 августа 1986). Распались в конце 2012 года.

## История

### Создание группы (2006—2007)
Redfoo и Sky Blu выросли в Лос-Анджелесе, где в 2006 году объединились в группу. Redfoo и Sky Blu — родственники: Redfoo — дядя Sky Blu. Первоначальное название группы — Sexy Dudes было изменено на LMFAO (сокращение от Laughing My Fucking Ass Off) по совету бабушки Sky Blu.

### Party Rock (2008—2009)
LMFAO выпускают мини-альбом Party Rock в iTunes Store 1 июля 2008 года. В ноябре 2008 они подписывают контракт с лейблом. 7 июля 2009 года они выпускают альбом с таким же названием, как у EP. Альбом достиг 33-й строки в Billboard 200 и 2-й строки в U.S Dance Chart. Первый сингл с альбома, «I’m in Miami Bitch», был выпущен 16 декабря 2008 года и достиг 51-й строки в хит-параде Billboard Hot 100 и 37-й — в Canadian Hot 100.
В начале 2009 года DJ Inphinity создал песню «Bass Kick in Miami» на основе «I’m in Miami Bitch» и песни DJ Chuckie «Let the Bass Kick». Песня быстро распространилась по интернету и обрела успех. Также она использовалась как главная тема в реалити-шоу «Kourtney and Khloé Take Miami».

### Sorry for Party Rocking (2010—2012)
В апреле 2010 года LMFAO участвуют в записи песни Давида Гетты «Gettin’ Over You», которая становится международным хитом, в 11 странах попадает в первую десятку хит-парадов, в трёх из них — на первое место. Также она занимает 31-е место в Billboard Hot 100 и 12-е — в Canadian Hot 100. После этого дуэт записывает альбом Sorry for Party Rocking, который был выпущен 21 июня 2011 года. Первый сингл из альбома, «Party Rock Anthem», стал самым успешным синглом группы — он попал на первую строчку хит-парадов США, Канады, Великобритании и ещё десяти стран, а также попал на верхние позиции чартов многих других стран.
В сентябре 2012 года оба музыканта объявили о своём взаимном желании прекратить существование дуэта, отчасти из-за несостыковки во взглядах на электронную музыку. 26 ноября вышел последний сингл с упоминанием группы — «Drink» — выпущенный совместно с Lil Jon через лейбл Afrojack'а «Wall Records». Это единственный трек группы, не попавший в чарты US Billboard. В декабре RedFoo официально объявил о распаде дуэта.

### Сольная карьера (с 2013)
С 2013 года оба члена дуэта начали сольные карьеры. RedFoo переехал в Евросоюз, где вскоре выпустил хит «Let’s Get Ridiculous» (2013), в данный момент проживает в Великобритании. Sky Blu же остался в Лос-Анджелесе и выступает в составе других коллективов, в том числе The Salud Gang. Оба не планируют возвращаться к совместной деятельности.

## Стиль музыки
Redfoo называл Майкла Джексона и Мадонну двумя людьми, оказавшими наибольшее влияние на группу. На LMFAO также оказал влияние широкий спектр других исполнителей, включая рэперов Тупака Шакура и Снуп Догга; хип-хоп группы Black Eyed Peas, Run D.M.C. и Wu-Tang Clan; Джеймса Брауна; и рок-группы The Beatles, Led Zeppelin и Steel Panther; и DJ AM, который помог им познакомиться со сценой электронной музыки.

## Дискография
- Party Rock (2009)
- Sorry for Party Rocking (2011)